# Boris Julianowitsch Poplawski

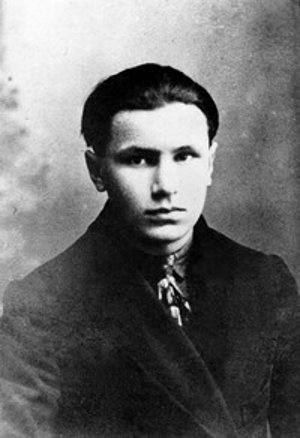
Boris Julianowitsch Poplawski

Boris Julianowitsch Poplawski (russisch Бори́с Юлиа́нович Попла́вский; * 24. Maijul. / 6. Juni 1903greg. in Moskau; † 9. Oktober 1935 in Paris) war ein russischer Schriftsteller, der zur jüngeren Generation der Ersten russischen Emigration gezählt wird.

## Leben
Poplawski stammte aus altem polnisch-litauischen Adel. Sein Vater studierte am Moskauer Musikkonservatorium, wurde dann aber Kaufmann. Seine Mutter, die aus dem baltischen Adel stammte, war ausgebildete Violinistin. Er hatte drei Geschwister, die Eltern stellten französische Kindermädchen an, um den Kindern eine zweisprachige Erziehung zu ermöglichen. Boris Poplawski besuchte ein Moskauer Gymnasium, in dem neben Russisch Französisch Unterrichtssprache war.
Während des Russischen Bürgerkrieges emigrierte die Familie nach Istanbul. 1921 siedelte sie nach Paris über. 1922 lebte Poplawski mehrere Monate in Berlin, wo er Boris Pasternak und Wiktor Schklowski kennenlernte. Seinen Lebensunterhalt verdiente er sich in Berlin mit Porträtzeichnen.
Nach seiner Rückkehr nach Paris studierte er an der philologischen Fakultät der Sorbonne. Doch konnte er anschließend in der Arbeitswelt nicht Fuß fassen, er lebte in materiell überaus bescheidenen Verhältnissen und litt zunehmend an Depressionen. Er stieß zu Kreisen, die mit Rauschgiften experimentierten. Gerade 32 Jahre alt starb er an einer Überdosis Heroin. Doch hält sich auch die Version, dass er Suizid begangen habe.
Begraben wurde er zunächst in Ivry, 1948 wurde er auf den Russischen Friedhof von Sainte-Geneviève-des-Bois bei Paris umgebettet.
Der russische Literaturhistoriker Alexander Goldstein vertritt die Ansicht, dass Poplawski damals den exzessiven Drogenkonsum überlebt habe. Nach Goldsteins Version handelt es sich bei einem unbekannten Verehrer des italienischen Filmregisseurs Pier Paolo Pasolini mit slawischem Akzent, den dieser in seinen Aufzeichnungen erwähnte, um Poplawski.

## Werk
Leitmotivisch setzt sich ein Großteil des Werks Poplawskis mit dem Tod und Todessehnsucht auseinander. Die Literaturkritik sieht ihn unter dem Einfluss nicht nur der französischen und russischen Symbolisten, sondern auch des Surrealismus. Auch wurde er von James Joyce geprägt.
1919 trat er erstmals mit eigenen Gedichten in Jalta auf, wohin sich die Familie zurückgezogen hatte, um die Bürgerkriegsunruhen abzuwarten. Er sah sich selbst unter dem Einfluss der Symbolisten Arthur Rimbaud, Guillaume Apollinaire und Alexander Blok.  In den 1920er Jahren näherte er sich den Futuristen an.
1928 publizierte die in Prag erscheinende Zeitschrift Wolja Rossii, die den Sozialrevolutionären nahestand, erste Gedichte von ihm. Später publizierte er vor allem in Tschisla, deren Redaktion die jungen Autoren des Russki Montparnasse in Paris förderte. Poplawski profilierte sich auch als Kunstkritiker, sein besonderes Augenmerk galt den ebenfalls emigrierten Malern Marc Chagall, Michail Larionow und Abraham Mintchine.
Zu seinen Lebzeiten erschien lediglich als eigene Ausgabe der Gedichtband Flaggen (Flagi, 1931). Der in der Pariser Emigration angesiedelte metaphysische Roman Apoll Besobrasow wurde 1932 in Auszügen veröffentlicht. Unter diesem Pseudonym veröffentlichte er auch Artikel über das Boxen. Sein zweiter Roman Domoj s nebes (Nach Hause aus den Himmeln) erschien posthum 1936 bis 1938 in der Pariser Exilzeitschrift Krug (Kreis).
Der Literaturkritiker Dmitri Swjatopolk-Mirski lobte ihn als ersten russischen Exilschriftsteller, dessen Werk nicht von Russland-Nostalgie geprägt sei, sondern sich mit der Gegenwart in der Fremde auseinandersetze. Hingegen kritisierte Vladimir Nabokov seine Gedichte als „unerträglichen Mischmasch“ von Igor Sewerjanin und Boris Pasternak, „nur noch schlechter als letzterer“.
Nach seinem Tod wurde er in der russischen Exilpresse als bedeutender experimenteller Dichter gewürdigt, lobende Nachrufe schrieben Wladislaw Chodassewitsch und Dmitri Mereschkowski. Nabokov nannte ihn eine „ferne Violine unter nahen Balalaikas“. 1938 gaben Freunde Poplawskis Auszüge aus seinen Tagebüchern (1928–1935) heraus.
In der Sowjetunion ließ die Zensur die Publikation von Gedichten Poplawskis erst ab 1989 während der Perestroika zu. Er ist neben Gajto Gasdanow der einzige Autor der „nicht bemerkten Generation“ (незамеченное поколение), der in Paris lebenden jüngeren Generation der russischen Emigration, dessen Werk auch im postsowjetischen Russland starke Beachtung fand.